# 포르투갈의 대통령 목록

포르투갈의 국장

포르투갈의 대통령기

포르투갈의 현재 대통령은 마르셀루 헤벨루 드 소자이다. 다음은 역대 포르투갈의 대통령 목록이다.

## 역대 대통령 목록
| 대수                                             | #                                  | #                                    | 대통령                                 | 취임                               | 퇴임                               | 당                                    |
| 공화국 임시 정부 (1910년 – 1911년)               | 공화국 임시 정부 (1910년 – 1911년) | 공화국 임시 정부 (1910년 – 1911년)   | 공화국 임시 정부 (1910년 – 1911년)     | 공화국 임시 정부 (1910년 – 1911년) | 공화국 임시 정부 (1910년 – 1911년) | 공화국 임시 정부 (1910년 – 1911년)    |
| ------------------------------------------------ | ---------------------------------- | ------------------------------------ | -------------------------------------- | ---------------------------------- | ---------------------------------- | ------------------------------------- |
| -                                                | -                                  |                                      | 테오필루 브라가                        | 1910년 10월 5일                    | 1911년 8월 24일                    | 공화당                                |
| 제1공화국 (1911–1926)                            |                                    |                                      |                                        |                                    |                                    |                                       |
| 1                                                | 1                                  |                                      | 마누엘 드 아히아가                     | 1911년 8월 24일                    | 1915년 5월 26일[R]                 | 공화당 이후 민주당                    |
| 1                                                | 2                                  |                                      | 테오필루 브라가                        | 1915년 5월 29일                    | 1915년 8월 5일                     | 민주당                                |
| 2                                                | 3                                  |                                      | 베르나르디누 마샤두                    | 1915년 8월 6일                     | 1917년 12월 5일[C]                 | 민주당                                |
| 2                                                | 4                                  |                                      | 시도니우 파이스                        | 1918년 4월 28일                    | 1918년 12월 14일[A]                | 국민공화당 or "시도니스트"            |
| 2                                                | 5                                  |                                      | 주앙 두 칸투 이 카스트루               | 1918년 12월 14일                   | 1919년 10월 5일                    | 국민공화당 or "시도니스트"            |
| 3                                                | 6                                  |                                      | 안토니우 조제 드 알메이다              | 1919년 10월 5일                    | 1923년 10월 5일                    | 진화공화당 이후 자유공화당            |
| 4                                                | 7                                  | 파일:Teixeira Gomes.jpg              | 마누엘 테이셰이라 고메스               | 1923년 10월 6일                    | 1925년 12월 11일[R]                | 민주당                                |
| 4                                                | 8                                  |                                      | 베르나르디누 마샤두                    | 1925년 12월 11일                   | 1926년 5월 31일[C]                 | 민주당                                |
| 지타두라 나시오나우 (국가 독재 체제) (1926–1932) |                                    |                                      |                                        |                                    |                                    |                                       |
| -                                                | 9                                  | 파일:Mendes Cabeçadas (official).jpg | 조제 멘드스 카베사다스                 | 1926년 5월 31일                    | 1926년 6월 19일[C]                 | 군 장교                               |
| -                                                | 10                                 |                                      | 마누엘 드 올리베이라 고메스 다 코스타  | 1926년 6월 19일                    | 1926년 7월 9일[C]                  | 군 장교                               |
| -                                                | 11                                 |                                      | 안토니우 오스카르 드 프라고주 카르모나 | 1926년 7월 9일                     | 1928년 4월 15일                    | 군 장교                               |
| 이스타두 노부 (신 국가 체제) (1932–1974)         |                                    |                                      |                                        |                                    |                                    |                                       |
| 1                                                | 11                                 |                                      | 안토니우 오스카르 드 프라고주 카르모나 | 1928년 4월 15일                    | 1935년 4월 26일                    | 1932부터 군 장교, 국가연합당          |
| 2                                                | 11                                 | 1935년 4월 26일                      | 안토니우 오스카르 드 프라고주 카르모나 | 1942년 4월 15일                    |                                    | 1932부터 군 장교, 국가연합당          |
| 3                                                | 11                                 | 1942년 4월 15일                      | 안토니우 오스카르 드 프라고주 카르모나 | 1949년 4월 20일                    |                                    | 1932부터 군 장교, 국가연합당          |
| 4                                                | 11                                 | 1949년 4월 20일                      | 안토니우 오스카르 드 프라고주 카르모나 | 1951년 4월 18일[D]                 |                                    | 1932부터 군 장교, 국가연합당          |
| -                                                | -                                  |                                      | 안토니우 드 올리베이라 살라자르        | 1951년 4월 18일                    | 1951년 7월 21일                    | 국가연합당                            |
| 5                                                | 12                                 |                                      | 프란시스쿠 크라베이루 로페스           | 1951년 7월 21일                    | 1958년 8월 9일                     | 국가연합당                            |
| 6                                                | 13                                 |                                      | 아메리쿠 드 데우스 호드리게스 토마스   | 1958년 8월 9일                     | 1965년 8월 9일                     | 국가연합당 1968년 이후 국가연합행동당 |
| 7                                                | 13                                 | 1965년 8월 9일                       | 아메리쿠 드 데우스 호드리게스 토마스   | 1972년 8월 9일                     |                                    | 국가연합당 1968년 이후 국가연합행동당 |
| 8                                                | 13                                 | 1972년 8월 9일                       | 아메리쿠 드 데우스 호드리게스 토마스   | 1974년 4월 25일[C]                 |                                    | 국가연합당 1968년 이후 국가연합행동당 |
| 제3공화국 (1974년 - 현재)                        |                                    |                                      |                                        |                                    |                                    |                                       |
| -                                                | 14                                 |                                      | 안토니우 드 스피놀라                   | 1974년 4월 25일                    | 1974년 9월 30일[R]                 | 군 장교                               |
| -                                                | 15                                 |                                      | 프란시스쿠 다 코스타 고메스            | 1974년 9월 30일                    | 1976년 7월 13일                    | 군 장교                               |
| 1                                                | 16                                 |                                      | 안토니우 하말류 이아느스               | 1976년 7월 14일                    | 1981년 3월 9일                     | 군 장교                               |
| 2                                                | 16                                 | 1981년 3월 9일                       | 안토니우 하말류 이아느스               | 1986년 3월 9일                     | 군부 이후 민주혁신당               |                                       |
| 3                                                | 17                                 |                                      | 마리우 소아르스                        | 1986년 3월 9일                     | 1991년 3월 9일                     | 사회당                                |
| 4                                                | 17                                 | 1991년 3월 9일                       | 마리우 소아르스                        | 1996년 3월 9일                     |                                    | 사회당                                |
| 5                                                | 18                                 |                                      | 조르즈 삼파이우                        | 1996년 3월 9일                     | 2001년 3월 9일                     | 사회당                                |
| 6                                                | 18                                 | 2001년 3월 9일                       | 조르즈 삼파이우                        | 2006년 3월 9일                     |                                    | 사회당                                |
| 7                                                | 19                                 |                                      | 아니발 카바쿠 실바                     | 2006년 3월 9일                     | 2011년 3월 9일                     | 사회민주당                            |
| 8                                                | 19                                 | 2011년 3월 9일                       | 아니발 카바쿠 실바                     | 2016년 3월 9일                     |                                    | 사회민주당                            |
| 9                                                | 20                                 |                                      | 마르셀루 헤벨루 드 소자                | 2016년 3월 9일                     | 2021년 3월 9일                     | 무소속                                |
| 10                                               | 20                                 | 2021년 3월 9일                       | 마르셀루 헤벨루 드 소자                |                                    |                                    | 무소속                                |

- 조기 퇴진:

[A]  암살.
[D]  임기 중 자연사.
[R]  사임.
[C]  쿠데타로 강제 사임.

## 같이 보기
- 포르투갈의 대통령
- 포르투갈 국왕
- 포르투갈의 총리
- 포르투갈의 역사